# Artois

Flaga Artois

Artois [czyt. artua] – kraina historyczna w północnej Francji.
- stolica: Arras

Została podbita przez Franków w V wieku, a od 863 r. we władaniu hrabiów Flandrii. Została przyłączona do Francji przez Filipa II Augusta w 1180 r. Od XIV w. w posiadaniu Burgundii, a od roku 1493 w rękach Habsburgów. W 1659 r. włączone ostatecznie do Francji.
Główne miasta to Saint-Omer, Lens, Béthune.

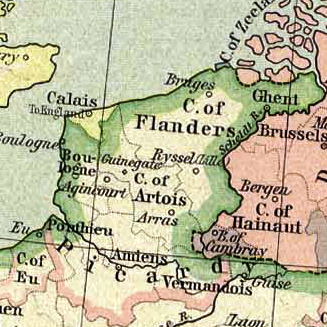
Lokalizacja Hrabstwa Artois w XV wieku